# Pedro Tavares
 Pedro Paulo Tavares Batista de Mello e Silva  (Salvador, 25 de outubro de 1976), mais conhecido como  Pedro Tavares , é um político brasileiro. Atualmente exerce o cargo de deputado estadual pelo estado da Bahia desde 1 de fevereiro de 2011.